# بيتر جوزيف
بيتر جوزيف (بالإنجليزية: Peter Joseph) (و. 1978  م) هو مخرج أفلام، وكاتب سيناريو، ومنتج بضائع، وملحن أمريكي، ولد في كارولاينا الشمالية.

## وصلات خارجية
- بيتر جوزيف على موقع IMDb (الإنجليزية)
- بيتر جوزيف على موقع ألو سيني (الفرنسية)
- بيتر جوزيف على موقع أول موفي (الإنجليزية)
- بيتر جوزيف على موقع قاعدة بيانات الأفلام السويدية (السويدية)
- بيتر جوزيف على موقع قاعدة بيانات الفيلم (الإنجليزية)
- بيتر جوزيف على موقع كينوبويسك (الروسية)